# Boniface Mukuka
Boniface Mukuka (ur. 6 lutego 1972) − zambijski bokser, olimpijczyk.

## Kariera amatorska
W 1994 r., Mukula zdobył brązowy medal na igrzyskach Wspólnoty Narodów w Victorii. 
W 1995 r. zdobył srebrny medal na igrzyskach afrykańskich w Harare. W finale pokonał go Richard Sunee.
Dzięki srebrze na igrzyskach afrykańskich, Zambijczyk awansował na igrzyska olimpijskie. W 1996 r. reprezentował Zambię w kategorii muszej na igrzyskach olimpijskich w Atlancie. W 1/16 finału pokonał Marokańczyka Mohameda Zbira, jednak w kolejnej walce przegrał z Rosjaninem Albertem Pakiejewem.